# گریز هیدرودینامیکی

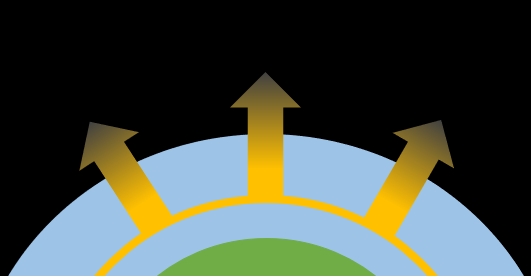
نگاره‌ای از گریز هیدرودینامیکی. انرژی ناشی از تابش خورشید در یک پوسته نازک انباشته می‌گردد، این انرژی اتمسفر را گرم کرده و سپس آن را منبسط می‌کند. این انبساط به سوی خلأ فضا حرکت کرده و شتاب می‌یابد تا زمانی که بگریزد.

گریز هیدرودینامیکی (به انگلیسی: Hydrodynamic escape) گونه ای از گریز جوی گرمایی است که می‌تواند به گریز اتم‌های سنگین تر اتمسفر یک سیاره از راه برخوردهای پرشمار با اتم‌های سبک‌تر بینجامد.

## کارکرد
گریز هیدرودینامیکی زمانی رخ می‌دهد که اتم‌های سبک موجود در اتمسفر به شدت گرم شده باشند و گریز جوی رخ داده و از راه اثرات درگ (برخورد)، اتم‌های سنگین تر نیز از جو بیرون بروند. بیشینه جرمی که یک اتم می‌تواند داشته باشد تا تحت تأثیر این سازوکار از جو بیرون رود، جرم کراس اوور (Cross-over mass) نامیده می‌شود.
برای برقراری یک گریز هیدرودینامیکی درخور توجه، منبعی بزرگ از انرژی در ارتفاعی مشخص مورد نیاز است. پرتو ایکس نرم، ماوراء فرابنفش، تکانه منتقل شده از طریق برخورد شهاب سنگ‌ها یا سیارک‌ها یا حرارت ایجاد شده بر اثر فرایند برافزایش، ممکن است بتوانند انرژی مورد نیاز برای گریز هیدرودینامیکی را فراهم کنند.